# Nouamou
Nouamou est une ville de la région du Sud-Comoé située dans le Sud de la Côte d'Ivoire, dans le département de Tiapoum dont elle est l'une des sous-préfectures.